# Alcuéscar
Alcuéscar là một đô thị trong tỉnh Cáceres, Extremadura, Tây Ban Nha. Theo điều tra dân số 2006 (INE), đô thị này có dân số là 2980 người.

## Biến động dân số
| 3.144 | 3.110 | 3.176 | 3.131 | 3.064 | 2.919 | 3.006 | 3.033 | 3.016 | 2.980 |